# Dagbog fra Hongkong
Dagbog fra Hongkong er en dansk dokumentarfilm fra 2005 med instruktion og manuskript af Jesper Heldgaard og Bo Illum Jørgensen.

## Handling
Hvis det ikke lykkes at få forhandlingerne i Verdenshandelsorganisationen, WTO, tilbage på sporet under WTO-konferencen i Hongkong i 2005, risikerer de globale handelsregler blive afløst af et virvar af individuelle aftaler, som vil stille små og fattige udviklingslande svagere. Filmen følger især de mange danske aktører under konferencen og fortæller, hvordan det gik.